# Sokołówka (Kalisz)
Pour les articles homonymes, voir Sokołówka.
Sokołówka est une localité polonaise de la gmina de Koźminek, située dans le powiat de Kalisz en voïvodie de Grande-Pologne.